# Aborigènes de Tasmanie

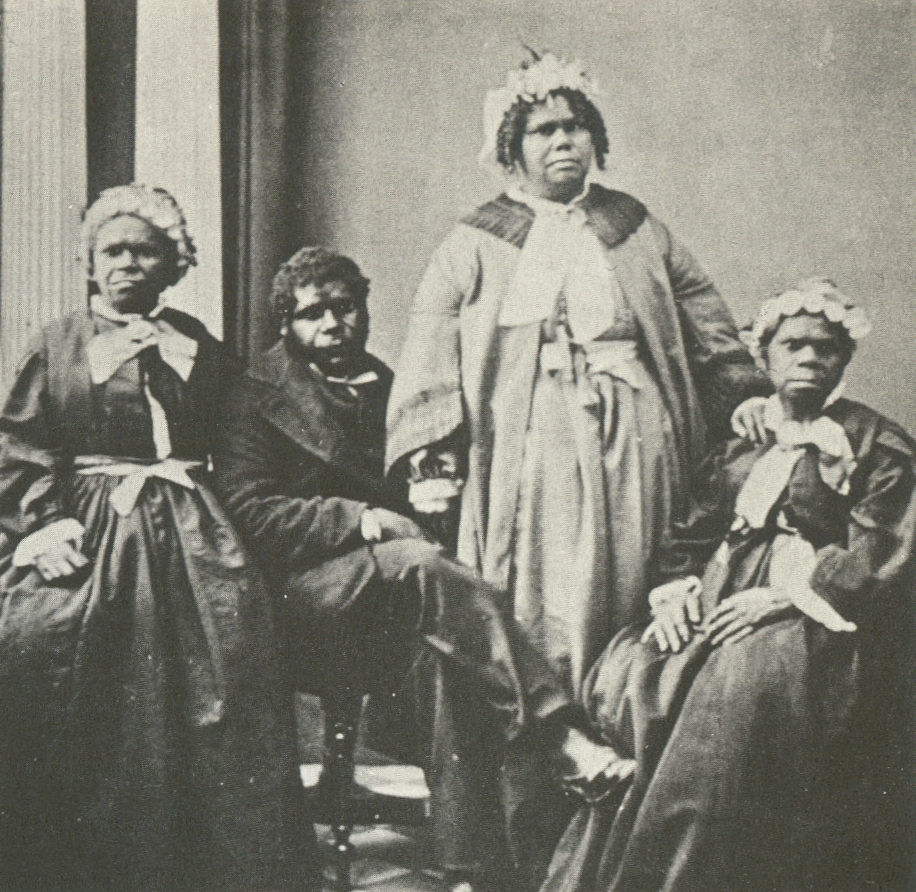
Photo des quatre derniers aborigènes tasmaniens non-métissés vers 1860 ; Truganini, la dernière survivante de l'ethnie, est assise à l'extrême droite de l'image.

Les aborigènes de Tasmanie (nom aborigène : Palawa ou Pakana) sont un peuple indigène d'Australie, ayant vécu sur l'île de Tasmanie.
En l'espace de 30 ans (1803-1833), la population des aborigènes de Tasmanie a été réduite de 5 000 à 300 individus. Cette chute de la population s'explique largement par les maladies apportées par les colons britanniques mais aussi par les conflits entre aborigènes et colons européens, certains de ces derniers considérant les premiers comme du gibier : selon Alain Testart, il s'agit d'une extermination ciblée voulue par la puissance colonisatrice. Depuis 1876, cette ethnie est éteinte puisque Truganini, la dernière femme à n'avoir que des ancêtres indigènes, est morte à cette date. Toutefois, il existe en Tasmanie et dans l'archipel Furneaux des personnes métissées, ayant parmi leurs ancêtres des aborigènes.

## Histoire

### Histoire des Tasmaniens
Les premiers humains à s'installer en Tasmanie sont arrivés il y a environ 40 000 ans lors d'une glaciation qui, en baissant le niveau des mers, permit de traverser le détroit de Bass sur des pirogues. La remontée du niveau des mers il y a 10 000 ans rétablit la puissance des courants, rendant infranchissable le détroit de Bass et isolant la Tasmanie de l'Australie continentale. Les Tasmaniens connurent alors une évolution différente de celle des autres peuples aborigènes d'Australie.

### Tribus avant 1803
Selon les listes dressées par l'expédition Baudin (1800-1803) et par l'expédition Flinders (1801-1803), il existait en Tasmanie neuf tribus aborigènes :
- Lairmairrien (Derwent River)
- Nuenonnien (Sud-Est)
- Tougui (Côte du Sud-Ouest)
- Tommeginner (Nord)
- Tyerremotepanner (Midlands du Nord)
- Plangermairiener (Mont Ben Lomond)
- Pyemmairiener (Nord-Est)
- Pirappien (Nord-Ouest)
- Paredarermien (Great Oyster Bay)

### Histoire coloniale
Depuis l'arrivée d'Abel Tasman en 1642, de nombreuses expéditions ont mis le cap sur la Tasmanie, dont des expéditions françaises comme celles de Marion du Fresne, d'Entrecasteaux et de Baudin. Ces expéditions françaises prirent des notes au sujet de la culture des aborigènes de la Tasmanie, et c'est d'ailleurs à ce moment que l'anthropologie fut inventée. Napoléon Bonaparte envoie le capitaine Baudin explorer le sud de l'Australie et prendre possession des terres découvertes. De crainte que les Français prennent pied en Australie, le gouvernement britannique décide d'annexer la Tasmanie.

### Extermination et déportation des survivants
Les relations entre Européens et Aborigènes se dégradent rapidement après l'annexion. Les conflits entre Britanniques et Aborigènes se terminent par l'extermination des aborigènes de Tasmanie où, comme ailleurs en Australie et aux îles Fidji, certains gouverneurs anglais ordonnèrent des razzias, envoyant des patrouilles poursuivre les aborigènes dans le but de ne laisser en vie ni hommes, ni femmes, ni enfants. Sur 80 000 Tasmaniens (estimation), il reste 2 000 survivants en 1816, et une centaine en 1830, lorsque ces survivants sont déplacés sur l'île Flinders, dans l'archipel Furneaux. La dernière survivante est sans doute Truganini (1812-1876).

## Langues tasmaniennes et revitalisation linguistique
Les langues de ces aborigènes (il y avait peut-être une dizaine de langues distinctes) ont été perdues en même temps que les vies de leurs locuteurs, de même que la quasi-totalité de leur patrimoine culturel. Aujourd'hui, des efforts de revitalisation linguistique sont en cours pour reconstituer une langue, le palawa kani, fondée sur les informations fragmentaires connues sur les langues tasmaniennes.